# Hammerabates elongatus
Hammerabates elongatus är en kvalsterart som beskrevs av Tseng 1984. Hammerabates elongatus ingår i släktet Hammerabates och familjen Scheloribatidae. Inga underarter finns listade i Catalogue of Life.